# Saint-Nom-la-Bretèche
Saint-Nom-la-Bretèche là một xã của Pháp, nằm ở tỉnh Yvelines trong vùng Île-de-France.
Người dân ở đây trong tiếng Pháp gọi là Nonnais-Bretéchois.
Các xã giáp ranh: Chambourcy về phía bắc-đông-bắc, Fourqueux về phía đông bắc, L'Étang-la-Ville về phía bắc-đông-bắc, Noisy-le-Roi về phía đông nam, Villepreux về phía nam, Chavenay về phía đông nam và Feucherolles về phía tây bắc. 

## Liên kết ngoài

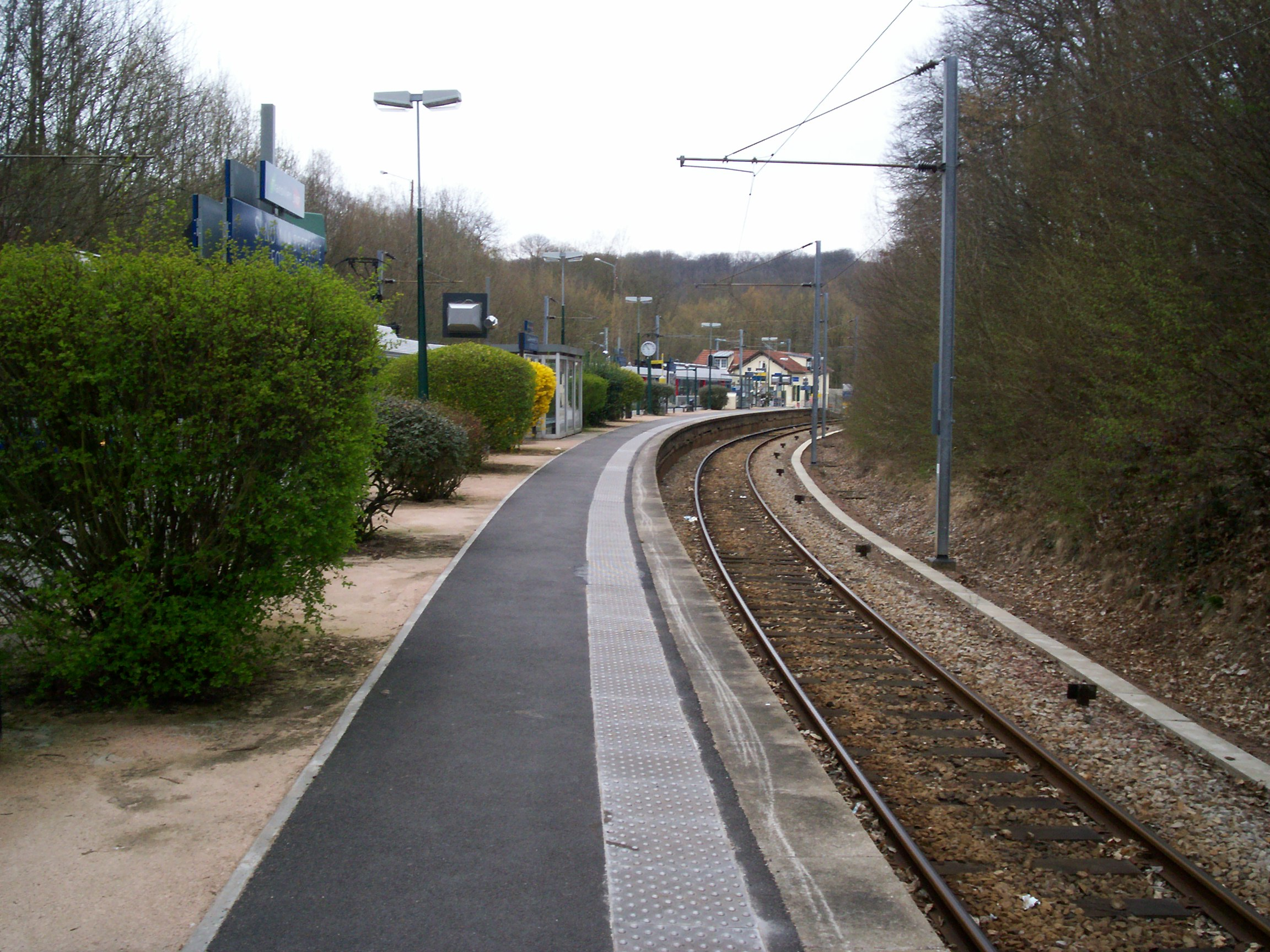
Trạm.

## Hành chính
| Danh sách các thị trưởng               |           |                      |               |         |
| Giai đoạn                              | Giai đoạn | Tên                  | Đảng          | Tư cách |
| mars 2008                              | -         | Manuelle Wajsblat    | Divers droite | -       |
| mai 2004                               | mars 2008 | Jean-Pierre Gaugenot | Divers droite | -       |
| tháng 3 năm 2001                       | mai 2004  | Georges Chetochine   | UMP           | -       |
| Tất cả các dữ liệu trước đây không rõ. |           |                      |               |         |

## Biến động dân số
| 1793 | 1800 | 1806 | 1821 | 1831 | 1836 | 1841 | 1846 | 1851 |
| ---- | ---- | ---- | ---- | ---- | ---- | ---- | ---- | ---- |
| 873  | 983  | 898  | 843  | 800  | 810  | 808  | 780  | 757  |

| 1856 | 1861 | 1866 | 1872 | 1876 | 1881 | 1886 | 1891 | 1896 |
| ---- | ---- | ---- | ---- | ---- | ---- | ---- | ---- | ---- |
| 702  | 744  | 742  | 783  | 780  | 693  | 697  | 668  | 707  |

| 1901 | 1906 | 1911 | 1921 | 1926 | 1931 | 1936 | 1946 | 1954 |
| ---- | ---- | ---- | ---- | ---- | ---- | ---- | ---- | ---- |
| 623  | 626  | 649  | 625  | 700  | 719  | 671  | 767  | 880  |

| 1962                                         | 1968  | 1975  | 1982  | 1990  | 1999  | - | - | - |
| -------------------------------------------- | ----- | ----- | ----- | ----- | ----- | - | - | - |
| 1 076                                        | 1 087 | 2 997 | 3 567 | 5 071 | 4 966 | - | - | - |
| Số liệu kể từ 1962 : dân số không tính trùng |       |       |       |       |       |   |   |   |